# Elnhausen
Elnhausen ist ein Stadtteil von Marburg an der Lahn im mittelhessischen Landkreis Marburg-Biedenkopf. Der Ort besteht aus einem alten Dorfkern mit dem Schloss, der Kirche und Bauernhöfen sowie mehreren im 20. Jahrhundert erschlossenen Neubaugebieten.

## Geographie
Das Dorf liegt in der Elnhausen-Michelbacher Senke etwa drei Kilometer (Luftlinie) westlich der Kernstadt von Marburg. Westlich von Elnhausen liegt der seit der Steinzeit von Menschen genutzte Stöckelsberg (oder Stackelberg), der an seinen südlichen und westlichen Ausläufern vom alten und neuen Steinbruch begrenzt wird. Im Norden bildet er einen Kamm, der den Kalderischen Grund formt. Auf dem Kamm liegt noch ein alter Steinbruch.

## Geschichte

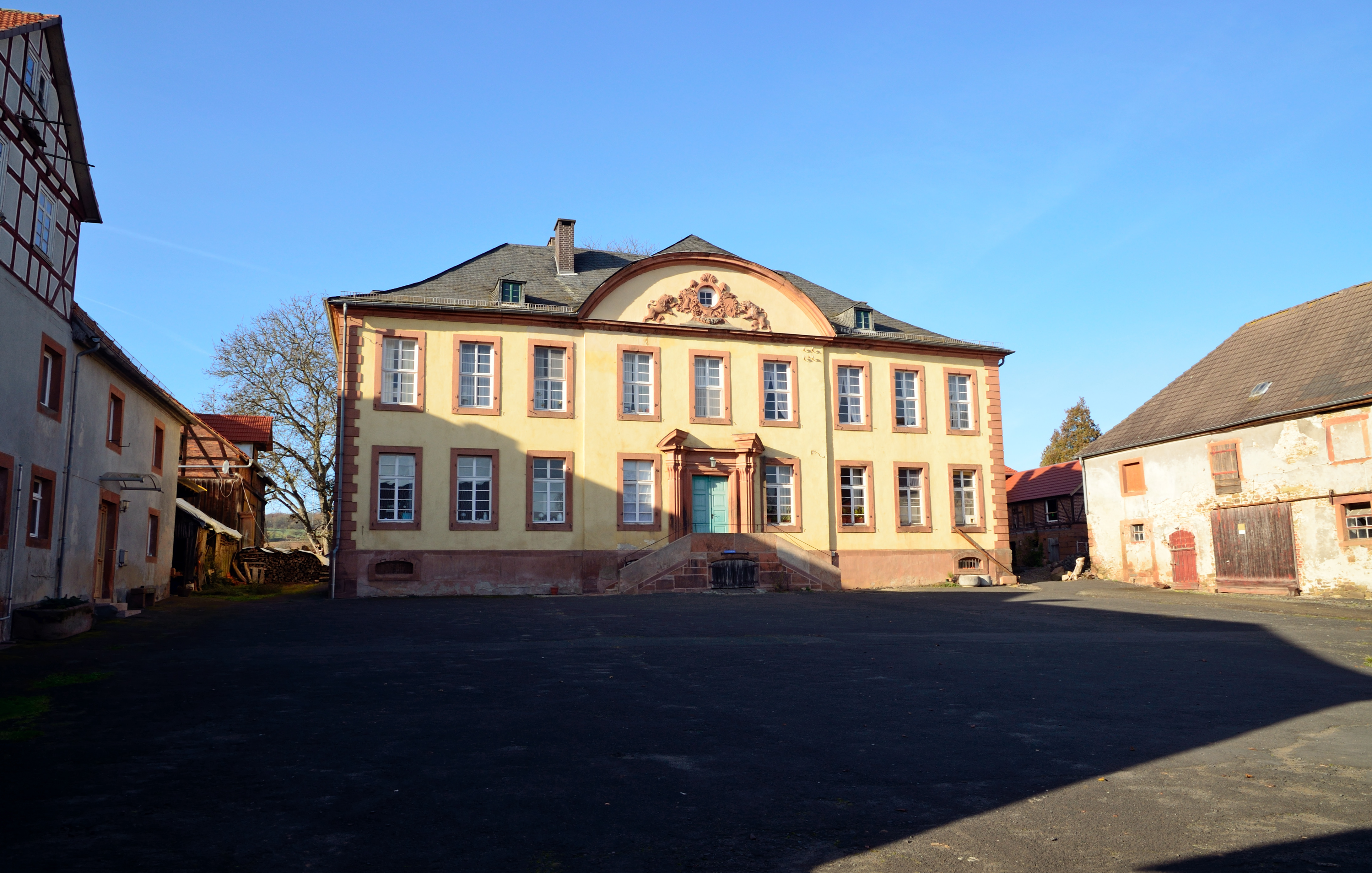
Das Schloss

### Ortsgeschichte
Obwohl das Dorf doch bereits älter als 1000 Jahre ist, erfolgte die älteste bekannte und gesicherte schriftliche Erwähnung von Elnhausen erst 1235 unter dem Namen Ailenhusen. Spätere historisch dokumentierte Erwähnungen des Ortes sind (in Klammern das Jahr der Erwähnung): Alnhusen (1252), Aelnhusen (1253), Alenhusen (1298), Allenhusen (1298), Ellenhusen (1298), Eylinhusin (1356),
Elinhusen (1374), Ailnhausen (1577), Elnhausen (1592) und Ellnhausen (Niveaukarte Kurfürstentum Hessen 1840-1861).
Das barocke Schloss Elnhausen wurde in den Jahren 1707 bis 1717 von Hermann von Vultejus, seit 1687 hessen-kasselscher Vizekanzler im sogenannten Oberfürstentum, auch „Land an der Lahn“ genannt, an der Stelle einer im Dreißigjährigen Krieg teilweise zerstörten und seitdem vernachlässigten Wasserburg erbaut.
Hessische Gebietsreform (1970–1977)
Zum 1. Juli 1974 wurde die bis dahin selbständige Gemeinde Elnhausen im Zuge der Gebietsreform in Hessen kraft Landesgesetz in die Stadt Marburg eingemeindet. Für den Stadtteil Elnhausen wurde ein Ortsbezirk eingerichtet.

### Verwaltungsgeschichte im Überblick
Die folgende Liste zeigt die Staaten und Verwaltungseinheiten, denen Elnhausen angehört(e):
- vor 1567: Heiliges Römisches Reich, Landgrafschaft Hessen, Gericht Oberweimar (Gericht Oberweimar bestand aus den Orten Oberweimar, Niederwalgern, Kehna, Altna, Weiershausen, Hermershausen, Ciriaxweimar, Gisselberg, Ronhauſen und Wolfshausen, sowie die Hälfte von Dilschhausen und Elnhausen)[9]
- ab 1567: Heiliges Römisches Reich, Landgrafschaft Hessen-Marburg, Amt Marburg, je zur 1⁄2 Gericht Kaldern und Oberweimar
- 1604–1648: strittig zwischen Landgrafschaft Hessen-Darmstadt und Landgrafschaft Hessen-Kassel (Hessenkrieg), Amt Marburg, je zur 1⁄2 Gericht Kaldern und Oberweimar
- ab 1648: Heiliges Römisches Reich, Landgrafschaft Hessen-Kassel, Amt Marburg, je zur 1⁄2 Gericht Kaldern und Oberweimar
- ab 1806: Landgrafschaft Hessen-Kassel, Amt Kaldern und Reitzberg
- 1807–1813: Königreich Westphalen,[Anm. 2] Departement der Werra, Distrikt Marburg, Kanton Kaldern
- ab 1815: Kurfürstentum Hessen,[Anm. 3] Amt Kaldern und Reitzberg[10]
- ab 1821: Kurfürstentum Hessen, Provinz Oberhessen, Kreis Marburg[11][Anm. 4]
- ab 1848: Kurfürstentum Hessen, Bezirk Marburg
- ab 1851: Kurfürstentum Hessen, Provinz Oberhessen, Kreis Marburg
- ab 1867: Königreich Preußen,[Anm. 5] Provinz Hessen-Nassau, Regierungsbezirk Kassel, Kreis Marburg
- ab 1871: Deutsches Reich, Königreich Preußen, Provinz Hessen-Nassau, Regierungsbezirk Kassel, Kreis Marburg
- ab 1918: Deutsches Reich, Freistaat Preußen, Provinz Hessen-Nassau, Regierungsbezirk Kassel, Kreis Marburg
- ab 1944: Deutsches Reich, Freistaat Preußen, Provinz Kurhessen, Landkreis Marburg
- ab 1945: Deutsches Reich, Amerikanische Besatzungszone,[Anm. 6] Groß-Hessen, Regierungsbezirk Kassel, Landkreis Marburg
- ab 1946: Deutsches Reich, Amerikanische Besatzungszone, Hessen, Regierungsbezirk Kassel, Landkreis Marburg
- ab 1949: Bundesrepublik Deutschland, Hessen, Regierungsbezirk Kassel, Landkreis Marburg
- ab 1974: Bundesrepublik Deutschland, Hessen, Regierungsbezirk Kassel, Landkreis Marburg-Biedenkopf, Stadt Marburg
- ab 1981: Bundesrepublik Deutschland, Hessen, Regierungsbezirk Gießen, Landkreis Marburg-Biedenkopf, Stadt Marburg

### Gerichte seit 1821
Mit Edikt vom 29. Juni 1821 wurden in Kurhessen Verwaltung und Justiz getrennt. In Marburg wurde der Kreis Marburg für die Verwaltung eingerichtet und das Landgericht Marburg war als Gericht in erster Instanz für Elnhausen zuständig. 1850 wurde das Landgericht in Justizamt Marburg umbenannt. Nach der Annexion Kurhessens durch Preußen erfolgte am 1. September 1867 die Umbenennung des bisherigen Justizamtes in Amtsgericht Marburg. Auch mit dem Inkrafttreten des Gerichtsverfassungsgesetzes von 1879 blieb das Amtsgericht unter seinem Namen bestehen.

## Bevölkerung

### Einwohnerstruktur 2011
Nach den Erhebungen des Zensus 2011 lebten am Stichtag dem 9. Mai 2011 in Elnhausen 1125 Einwohner. Darunter waren 48 (4,3 %) Ausländer. Nach dem Lebensalter waren 189 Einwohner unter 18 Jahren, 530 zwischen 18 und 49, 234 zwischen 50 und 64 und 192 Einwohner waren älter. Die Einwohner lebten in 540 Haushalten. Davon waren 210 Singlehaushalte, 126 Paare ohne Kinder und 129 Paare mit Kindern, sowie 48 Alleinerziehende und 27 Wohngemeinschaften. In 81 Haushalten lebten ausschließlich Senioren und in 405 Haushaltungen lebten keine Senioren.

### Einwohnerentwicklung
| Quelle: Historisches Ortslexikon | |
| • 1577:                          | 28 Hausgesesse |
| • 1630:                          | 25 Mannschaften (5 dreispännige, 2 zweispännige Ackerleute, 9 Einläuftige, 9 Mannschaften ohne Pferde (Kriegsverlust)) |
| • 1681:                          | 11 hausgesessene Mannschaften                                                                                          |
| • 1838:                          | Familien: 31 nutzungsberechtigte, 31 nicht nutzungsberechtigte Ortsbürger, 12 Beisassen                                |

| Elnhausen: Einwohnerzahlen von 1746 bis 2019 | Elnhausen: Einwohnerzahlen von 1746 bis 2019 | Elnhausen: Einwohnerzahlen von 1746 bis 2019 | Elnhausen: Einwohnerzahlen von 1746 bis 2019 | Elnhausen: Einwohnerzahlen von 1746 bis 2019 |
| --- | -------------------------------------------- | -------------------------------------------- | -------------------------------------------- | -------------------------------------------- |
| Jahr |                                              |                                              |                                              | Einwohner                                    |
| 1746 | 1746                                         |                                              | 215                                          | 215                                          |
| 1800 | 1800                                         |                                              | ?                                            | ?                                            |
| 1834 | 1834                                         |                                              | 408                                          | 408                                          |
| 1840 | 1840                                         |                                              | 418                                          | 418                                          |
| 1846 | 1846                                         |                                              | 455                                          | 455                                          |
| 1852 | 1852                                         |                                              | 535                                          | 535                                          |
| 1858 | 1858                                         |                                              | 523                                          | 523                                          |
| 1864 | 1864                                         |                                              | 515                                          | 515                                          |
| 1871 | 1871                                         |                                              | 462                                          | 462                                          |
| 1875 | 1875                                         |                                              | 475                                          | 475                                          |
| 1885 | 1885                                         |                                              | 470                                          | 470                                          |
| 1895 | 1895                                         |                                              | 456                                          | 456                                          |
| 1905 | 1905                                         |                                              | 486                                          | 486                                          |
| 1910 | 1910                                         |                                              | 485                                          | 485                                          |
| 1925 | 1925                                         |                                              | 471                                          | 471                                          |
| 1939 | 1939                                         |                                              | 477                                          | 477                                          |
| 1946 | 1946                                         |                                              | 651                                          | 651                                          |
| 1950 | 1950                                         |                                              | 634                                          | 634                                          |
| 1956 | 1956                                         |                                              | 541                                          | 541                                          |
| 1961 | 1961                                         |                                              | 540                                          | 540                                          |
| 1967 | 1967                                         |                                              | 600                                          | 600                                          |
| 1977 | 1977                                         |                                              | ?                                            | ?                                            |
| 1987 | 1987                                         |                                              | 919                                          | 919                                          |
| 1991 | 1991                                         |                                              | 989                                          | 989                                          |
| 1995 | 1995                                         |                                              | 1.177                                        | 1.177                                        |
| 2000 | 2000                                         |                                              | 1.202                                        | 1.202                                        |
| 2005 | 2005                                         |                                              | 1.186                                        | 1.186                                        |
| 2010 | 2010                                         |                                              | 1.191                                        | 1.191                                        |
| 2011 | 2011                                         |                                              | 1.125                                        | 1.125                                        |
| 2015 | 2015                                         |                                              | 1.074                                        | 1.074                                        |
| 2019 | 2019                                         |                                              | 1.042                                        | 1.042                                        |
| Datenquelle: Historisches Gemeindeverzeichnis für Hessen: Die Bevölkerung der Gemeinden 1834 bis 1967. Wiesbaden: Hessisches Statistisches Landesamt, 1968. Weitere Quellen: LAGIS; Stadt Marburg:1987–1998, 1999–2003, 2005–2010,2011–2015, 2019:; Zensus 2011 |                                              |                                              |                                              |                                              |

### Historische Erwerbstätigkeit
| Quelle: Historisches Ortslexikon | |
| • 1746:                          | Erwerbspersonen: drei Schneider, ein Wagner, ein Schreiner, drei Schmiede, drei Leineweber, ein Müller, drei Wirte, zwei Spielmänner, 14 Tagelöhner. |
| • 1838:                          | Familien: 24 Ackerbau, 12 Gewerbe, 31 Tagelöhner. |
| • 1961:                          | Erwerbspersonen: 144 Land- und Forstwirtschaft, 95 Produzierendes Gewerbe, 32 Handel und Verkehr, 25 Dienstleistungen und sonstiges.                 |

## Religion
Elnhausen ist aufgrund seiner historischen Zugehörigkeit zur Landgrafschaft Hessen überwiegend evangelisch geprägt. Im Jahre 1861 zählte man  504 evangelisch-lutherische, 11 evangelisch-reformierte und 7 jüdische Einwohner im Dorf. 1885 waren es 462 evangelische (= 98,30 %), 3 katholische, ein anderer Christ und 4 Juden. Erst im 20. Jahrhundert zogen Katholiken in größerer Zahl ins Dorf. 1961 wurden 482 evangelische (= 89,26 %) und 46 katholische (= 8,52 %) Einwohner gezählt, und 1987 bekannten sich 704 Einwohner (=  76,6 %) zur evangelischen und 112 (= 12,2 %) zur katholischen Konfession.
Zum Kirchspiel Elnhausen gehören heute die Marburger Ortsteile Dagobertshausen, Wehrhausen und Elnhausen. Wehrshausen und Elnhausen verfügen jeweils über ein eigenes historisches Kirchengebäude: Elnhausen seit 1746, Wehrshausen seit den 1470er Jahren.

## Politik

### Ortsbeirat
- LIFE: 7

- LIFE = Liste für Elnhausen

Für den Stadtteil Elnhausen besteht ein Ortsbezirk mit Ortsbeirat und Ortsvorsteher nach der Hessischen Gemeindeordnung. Er umfasst das Gebiet der ehemaligen Gemeinde Elnhausen.
Für die Sitzverteilung siehe die nebenstehende Grafik. Der Ortsbeirat wählte Birgit Stein zur Ortsvorsteherin.

## Kulturdenkmäler

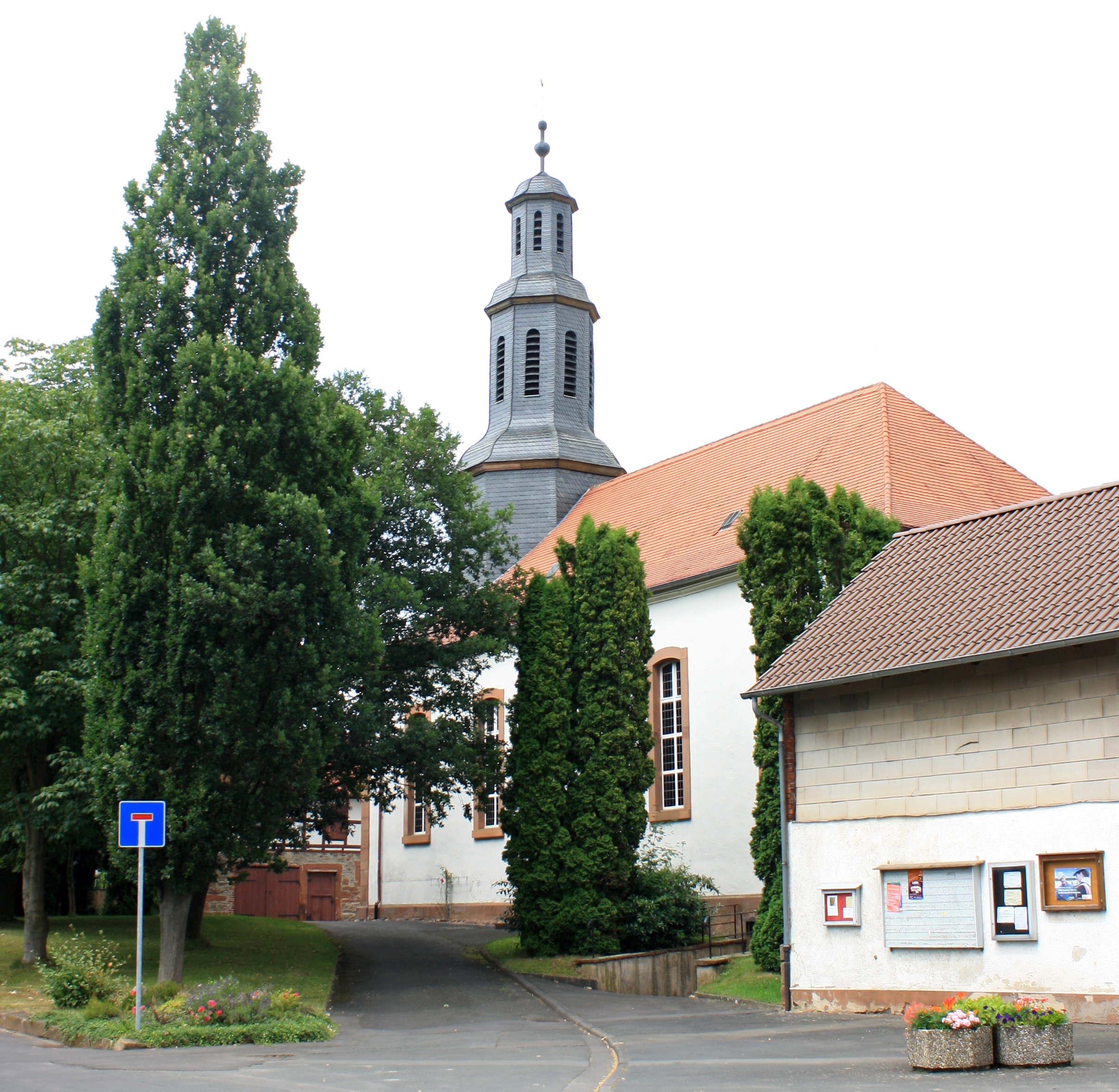
Evangelische Kirche

Siehe Liste der Kulturdenkmäler in Elnhausen

## Infrastruktur

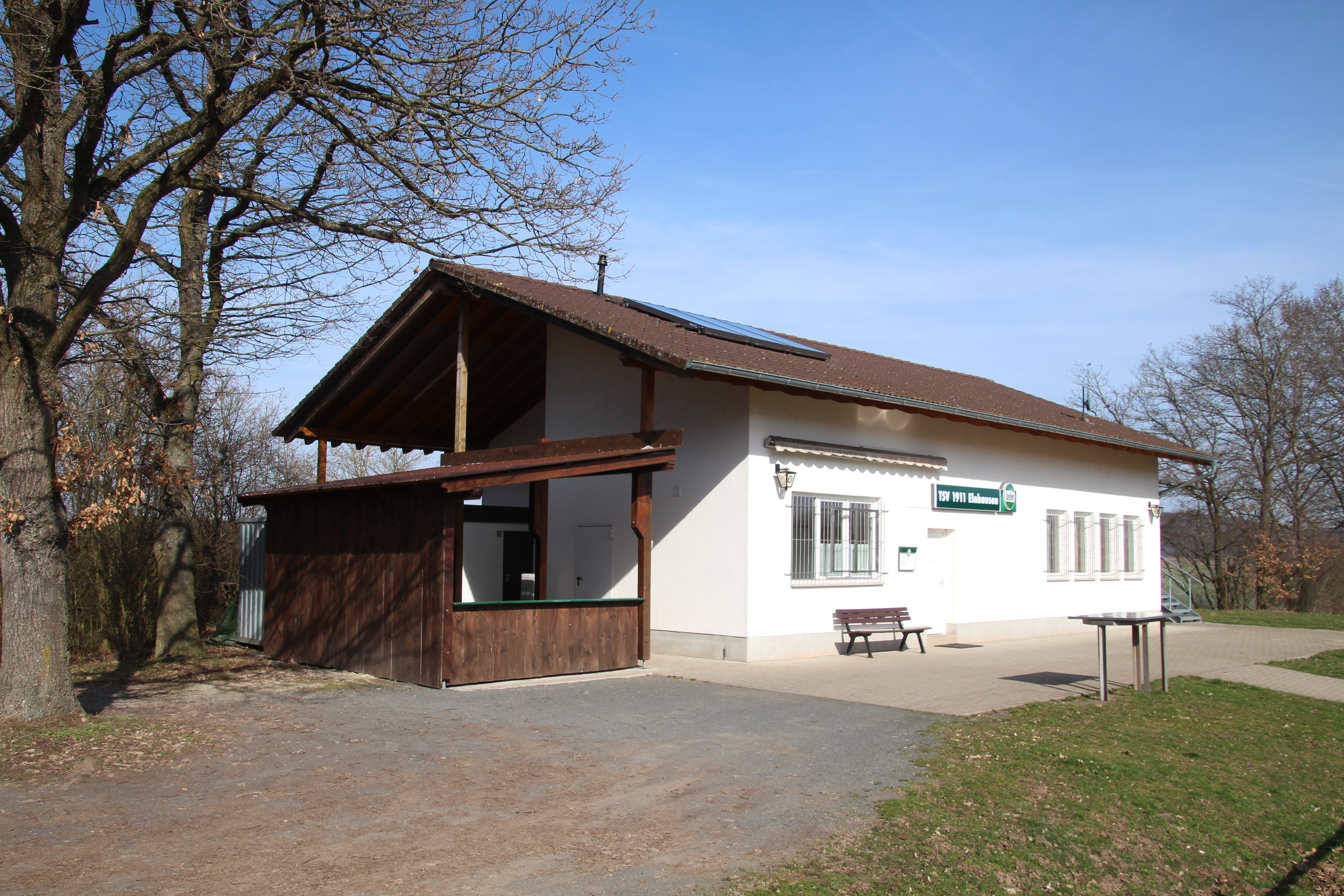
Vereinsheim TSV 1911

Es gibt im Ort eine Grundschule, einen Kindergarten, mehrere Vereine und eine Sporthalle.
Durch die Wälder in der Umgebung von Elnhausen, die überwiegend aus Buchen bestehen, führen zahlreiche Wanderwege. Auf dem Stöckelsberg steht seit mindestens 1911 das Vereinsheim des TSV Elnhausen. Der Weg auf den Berg ist als Wanderweg ausgewiesen.